# 르아브르의 큰 부두
르아브르의 큰 강둑(프랑스어: Le Grand Quai au Havre)은 프랑스 인상파 화가 클로드 모네가 1874년에 그린 유화 작품으로, 현재 러시아 상트페테르부르크의 에르미타주 미술관에 소장되어 있다.

## 설명
모네는 1874년 가을, 고향 르아브르에 머물며 다가올 전시회를 준비했다. 미완성으로 보이는 이 그림은 르아브르 항구의 큰 부두 (그랑 케, Grand Quai)를 묘사하고 있다. 부두에는 행정사무소, 화물더미, 돛대와 굴뚝이 빼곡하게 솟아 있는 수많은 선박들이 있고, 여러 사람들이 분주하게 움직이는 모습을 그려냈다.
한때 독일 오토 크레브스의 소장품이었으며 2차 세계대전이 끝난 후 소련의 붉은 군대가 전쟁배상금의 성격으로 압수하여 가져갔다. 1995년부터 대중에게 공개되고 있다.
당시 모네가 체류하면서 그렸던 르아브르 항구의 풍경 4점 중 하나로, 상트페테르부르크 소장본 외에 하나는 개인 소장품, 나머지 두 개는 미국 로스앤젤레스 카운티 미술관과 필라델피아 미술관에 소장되어 있다.

## 서지
- (러시아어) Albert Kostenevitch, Catalogue de l'exposition de la peinture française des XIXe et XXe siècles [à l'Ermitage] issue des collections privées d'Allemagne, ministère de la Culture de la fédération de Russie, musée de l'Ermitage, Saint-Pétersbourg, 1995, traduction en allemand chez Kindler, Munich, 1995